# A Line Made by Walking
A Line Made by Walking es una escultura de 1967 creada por el artista británico Richard Long. La pieza fue creada cuando Richard Long anduvo una línea continua a través de un campo de hierba en Wiltshire, Inglaterra, y fotografió el resultado. Esta pieza es considerada como importante en la historia tanto del land art como del arte conceptual. Ha sido descrita como uno de los trabajos más característicos de Long, así como su "pieza temprana más conocida".

## Historia
A Line Made by Walking fue creada en 1967 cuando Long era un estudiante de arte de 22 años en la Escuela de Arte Saint Martin, Londres. En aquella época, Richard Long solía viajar regularmente entre su casa en Bristol y la escuela, un viaje de alrededor de 190 kilómetros. Parando en Wiltshire,  encontró una zona con hierba y anduvo  un camino recto repetidamente en ella  hasta que una líne fue visible. Entonces tomó una fotografía en blanco y negro del resultado.
La pieza fue considerada innovadora en ese momento, ya que proponía que el sencillo acto de caminar podía ser una forma de arte, y que el arte podía ser producido tanto por el pie así como por la mano. La pieza también cuestionaba si el proceso - o la documentación del proceso - era la obra de arte real. Por tanto, representaba un desafío a lo que había sido tradicionalmente comprendido como escultura. El trabajo, que estableció el carácter de la carrera de Long como artista, fue una de sus primeras piezas y su primera pieza basada en caminar. En el contexto de la carrera de Long, A Line Made by Walking manifiesta la fascinación del artista con estelas y rastros como historias mapeadas, un tema muy predominante en su trabajo.
A Line Made by Walking consolidó a Long como un escultor minimalista y conceptual; también fue un ejemplo temprano de land art. Long creó varias piezas que se remontan al trabajo original de 1967, incluidos círculos o caminos orgánicos, algunos en nieve, polvo o incluso hierba carbonizada. Entre estos se incluyen Walking a Line in Peru (1972), un camino estrecho que atraviesa una amplia llanura que conduce a las estribaciones de montañas distantes;  A Line and Tracks in Bolivia (1981), de aproximadamente 45 metros de largo con las vías acompañantes que se cruzan;  Sea Level Waterline en el Valle de la Muerte, California (1982), un camino recorrido sobre la línea de cero metros de altitud, que representa el nivel del mar en las zonas bajas del Valle de la Muerte;  y A Line en Nepal (1983), un sendero forestal de aproximadamente 15 metros de largo.

## Colecciones
La obra se conserva en las colecciones del Tate Museum, Londres, la Galería Courtald, el Museo Getty y las Galerías Nacionales de Escocia . También se ha exhibido en el Museo Solomon R. Guggenheim de Nueva York, como parte de una importante exposición de la obra de Richard Long celebrada en ese museo en las décadas de 1970 y 1980.
La novela de 2017, A Line Made by Walking por Sara Baume, está nombrada tras la pieza de Richard Long,.